# Valdastillas
Valdastillas és un municipi de la província de Càceres, a la comunitat autònoma d'Extremadura (Espanya).
Valdastillas és el primer dels municipis serrans. Envoltat de bancals de cireres i oliveres, està situat en els contraforts de la serra de Tormantos. Aquesta ubicació li permet unes belles vistes de la vall. Al estar sobre una vessant, les cases que s'observen són exemple de la típica arquitectura de la zona (tova i balcons de fusta) i s'apilen en carrers costeruts. En la part superior del poble s'hi troben l'església renaixentista de Santa Maria de Gràcia, els retaules de la qual són de ceràmica de Talavera, del segle xvi, criden l'atenció.

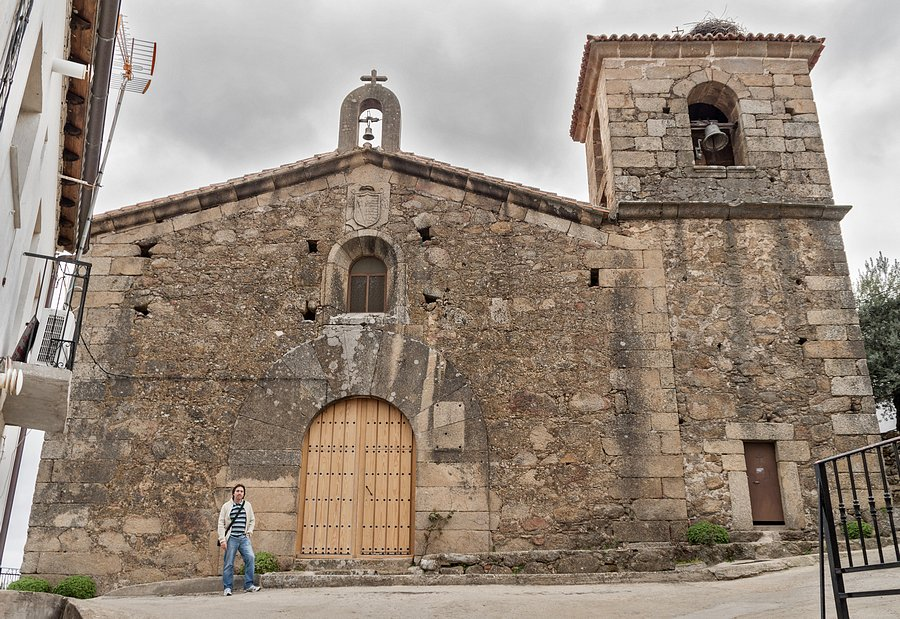
Església parroquial de Valdastillas.

En el seu terme municipal s'hi troben l'Agrupació de Cooperatives de la Vall del Jerte, un dels principals motors cooperatius i econòmics de la comarca.

## Demografia
| 2001 | 2002 | 2003 | 2004 | 2005 | 2006 |
| ---- | ---- | ---- | ---- | ---- | ---- |
| 376  | 358  | 350  | 332  | 371  | 368  |